# Artabotrys jollyanus
Artabotrys jollyanus Pierre – gatunek rośliny z rodziny flaszowcowatych (Annonaceae Juss.). Występuje naturalnie w Gwinei, Liberii, Wybrzeżu Kości Słoniowej, Ghanie oraz Kamerunie. 

## Morfologia
PokrójZimozielony krzew dorastające o pnących pędach.
LiścieMają podłużny eliptyczny kształt. Mierzą 15–21 cm długości oraz 7–9 cm szerokości. Nasada liścia jest zaokrąglona lub klinowa. Wierzchołek jest spiczasty.
KwiatyZebrane w gęstych kwiatostany. Rozwijają się w kątach pędów. Płatki mają eliptyczny kształt, osiągają do 25 mm długości.